# Decágono
En geometría, se denomina decágono a un polígono de diez lados y diez vértices.
Tiene origen en las palabras griegas δέκα (diez) + γωνία (ángulo).

## Propiedades
Un decágono tiene 35 diagonales, resultado que se puede obtener aplicando la ecuación general para determinar el número de diagonales de un polígono, {\displaystyle D={\tfrac {n(n-3)}{2}}}; siendo el número de lados {\displaystyle n=10}, se obtiene que:
{\displaystyle D={\frac {10(10-3)}{2}}=35}
La suma de todos los ángulos internos de cualquier decágono es 1440 grados u {\displaystyle 8\pi } radianes. Un decágono regular es un polígono de diez lados iguales y diez ángulos congruentes.

## Decágono regular

Un decágono regular y sus ángulos principales

Un decágono regular es aquel que tiene sus diez lados de igual longitud y todos los ángulos internos de la misma graduación. Una característica de un decágono regular es que si se inscribe en una circunferencia el lado resulta ser la sección áurea del radio. Los ángulos internos de un decágono miden 144º o {\displaystyle 4\pi /5} rad. Cada ángulo externo del decágono regular mide 36º o {\displaystyle \pi /5} rad.
{\displaystyle P=n\cdot t=10\ t}
El área {\displaystyle A} de un decágono regular de lado {\displaystyle t} se puede calcular de la siguiente manera:
{\displaystyle A={\frac {5t^{2}}{2\tan({\frac {\pi }{10}})}}\simeq 7,6942\ t^{2}}
donde {\displaystyle \pi } (pi) es la constante  y {\displaystyle \tan } es la función tangente calculada en radianes. O bien, en función de la apotema, {\displaystyle a_{p}},
{\displaystyle A=10\cdot a_{p}^{2}\cdot {\frac {\sin({\frac {\pi }{10}})}{\sin({\frac {2\pi }{5}})}}=10\cdot a_{p}^{2}\cdot \tan({\frac {\pi }{10}})\simeq a_{p}^{2}\cdot 3.2492}
Si se conoce la longitud de la apotema {\displaystyle a_{p}} y el lado {\displaystyle a} o el perímetro {\displaystyle P} del polígono, otra alternativa para calcular el área es:
{\displaystyle A={\frac {P\cdot a_{p}}{2}}={\frac {10\cdot t\cdot a_{p}}{2}}=5(t\cdot a_{p})}
El símbolo de Schläfli del decágono regular es {10}.